# Leonów
Leonów es un pueblo de Polonia, en Mazovia. Se encuentra en el distrito (Gmina) de Maciejowice, perteneciente al condado (Powiat) de Garwolin. Se encuentra aproximadamente a 10 km al norte de Maciejowice, 16 km al sur de Garwolin, y a 63 km al sureste de Varsovia.  
Entre 1975 y 1998 perteneció al voivodato de Siedlce.